# Suzuki GSX-R750
La Suzuki GSX-R750 (scritto anche GSX R 750 o GSX-R 750) è una motocicletta sportiva prodotta dalla casa motociclistica giapponese Suzuki dal 1984.

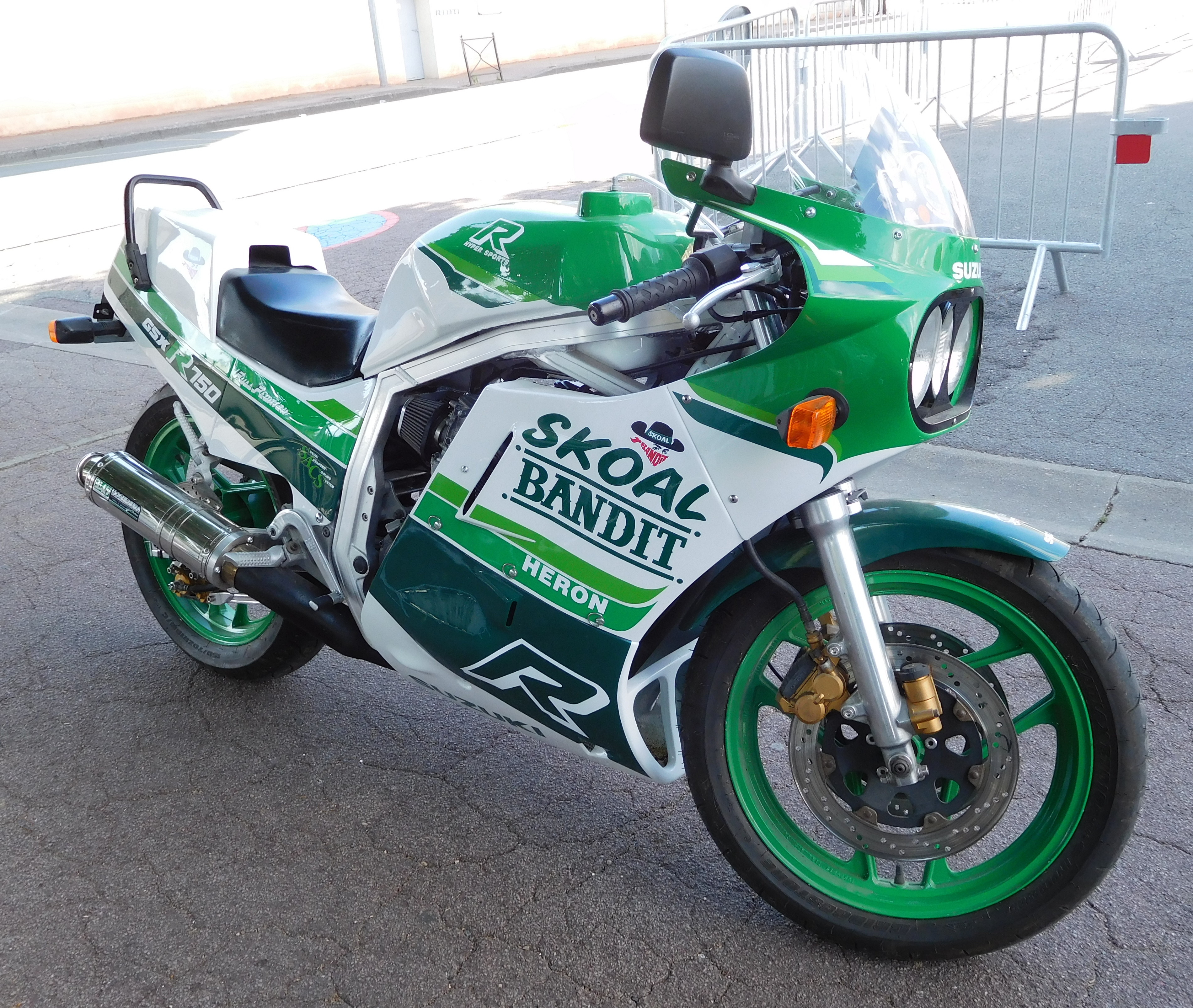
GSX-R 750 del 1984

Presentata al Salone del motociclo di Colonia nell'ottobre 1984 come prima motocicletta della serie GSX-R, viene considerata come la moto più simbolica del costruttore nipponico nonché la sua prima super sportiva.

## Descrizione e storia

### Le raffreddate ad aria e olio (1984-1992)
Il modello originale presentava un telaio in lega di alluminio, 4 carburatori e doppi dischi anteriori con pinze a 4 pistoncini. Per risparmiare peso, i progettisti utilizzarono un motore raffreddato ad aria e olio piuttosto che uno raffreddato a liquido. La sella inizialmente era divisa in due parti, ma dal 1986 in poi tutti i modelli adottarono una sella monoblocco.

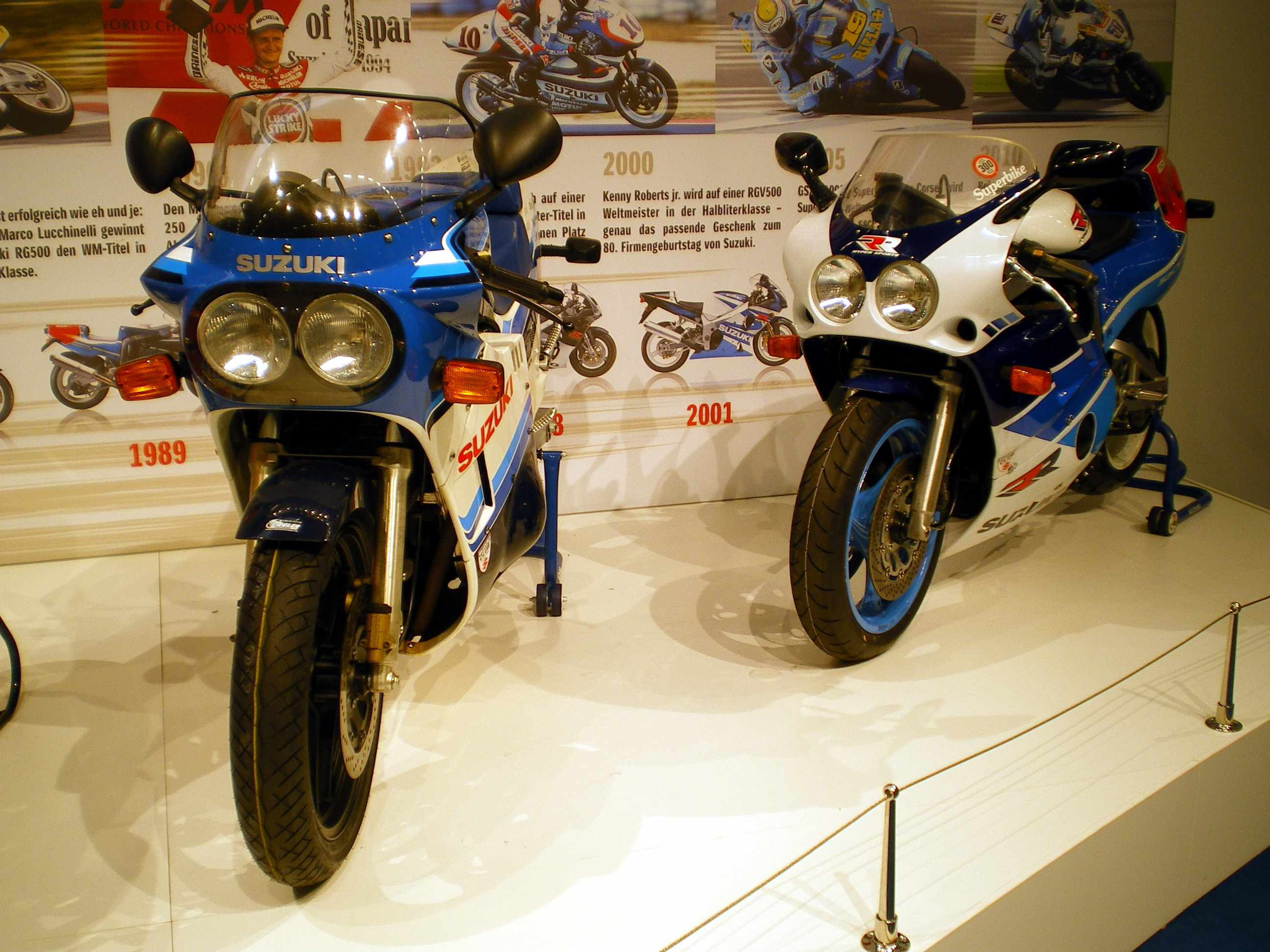
GSX-R 750 1985 e GSX-R 750 R 1989

Nel 1986 la moto ricevette un forcellone più lungo di 25 mm per migliorare la maneggevolezza e la fanaleria venne aggiornata. Nel 1986 iniziarono le importazioni negli Stati Uniti. In seguito per ottenere omologazione nelle competizioni, venne introdotta la versione Limited Edition, di cui furono prodotti solo 500 esemplari. Gli elementi che differenziarono questo modello dal quello standard furono: frizione a secco, trasmissione a 6 marce con rapporti accorciati, carburatori da 29 mm, serbatoio in acciaio da 19 litri, codino posteriore in fibra di vetro con sella monoposto, carenatura laterale con chiusure a sgancio rapido.

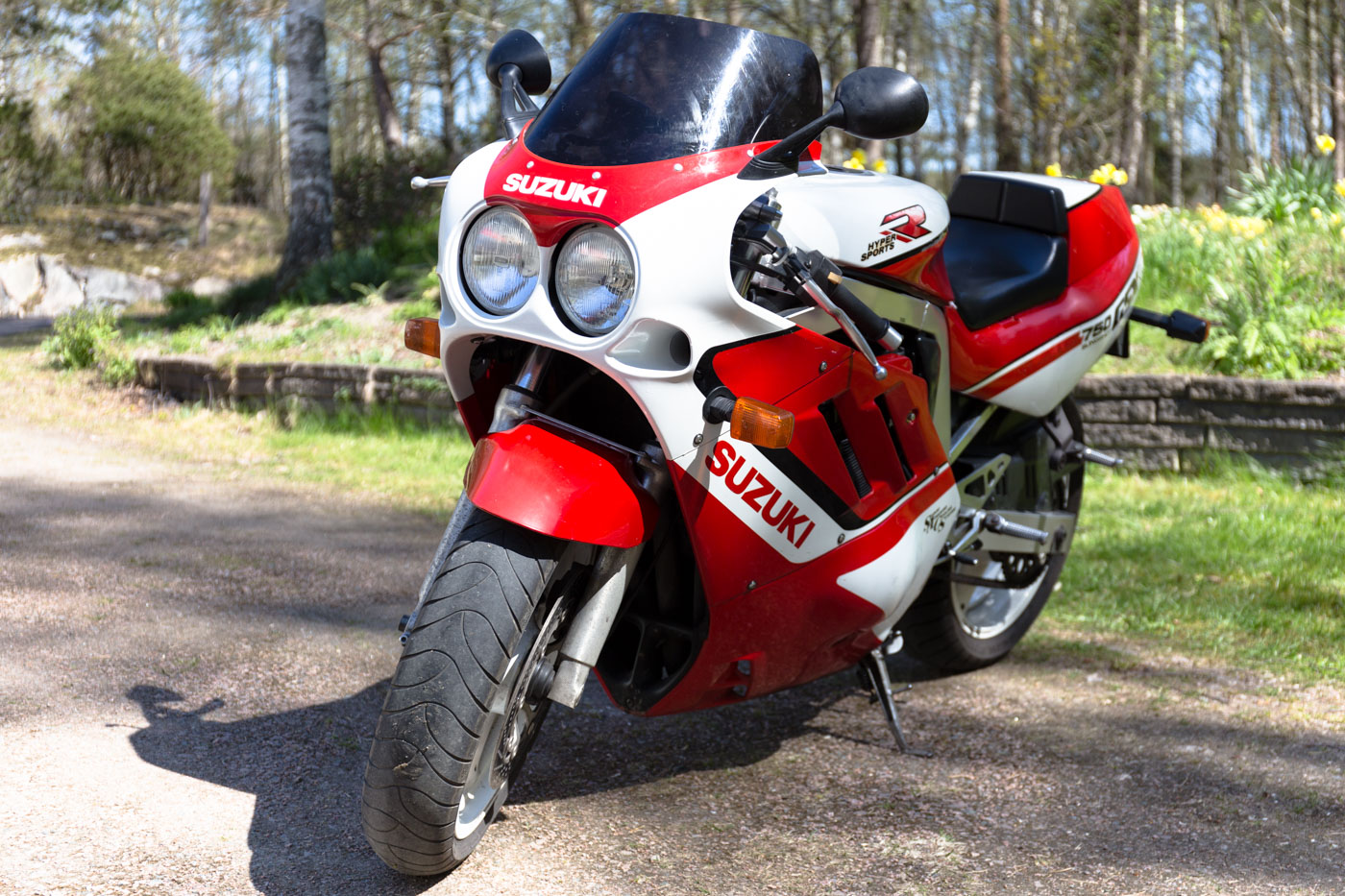
GSX-R750 1988

Nel 1987 fu montato una forcella anteriore da 41 millimetri con sistema NEAS (New Electrically Activated Suspension). La capacità del serbatoio venne aumentata a 21 litri.
Nel 1988 venne introdotto un nuovo telaio, con modifiche significative anche alla carenatura e  al motore, a cui fu accorciata la corsa e modificata la cilindrata a 748 cm³ (alesaggio di 73 millimetri e corsa di 44,7 millimetri) per poter raggiungere regimi di rotazione più elevati; questo motore utilizzava valvole e carburatori più grandi con un diametro di 36 millimetri. Le ruote avevano un diametro di 17 pollici, cerchi a tre razze e pneumatici 160/60VR17 al posteriore e 120/70VR17 all'anteriore. Le nuove forcelle utilizzavano un sistema a cartuccia e avevano un diametro di 43 millimetri. 

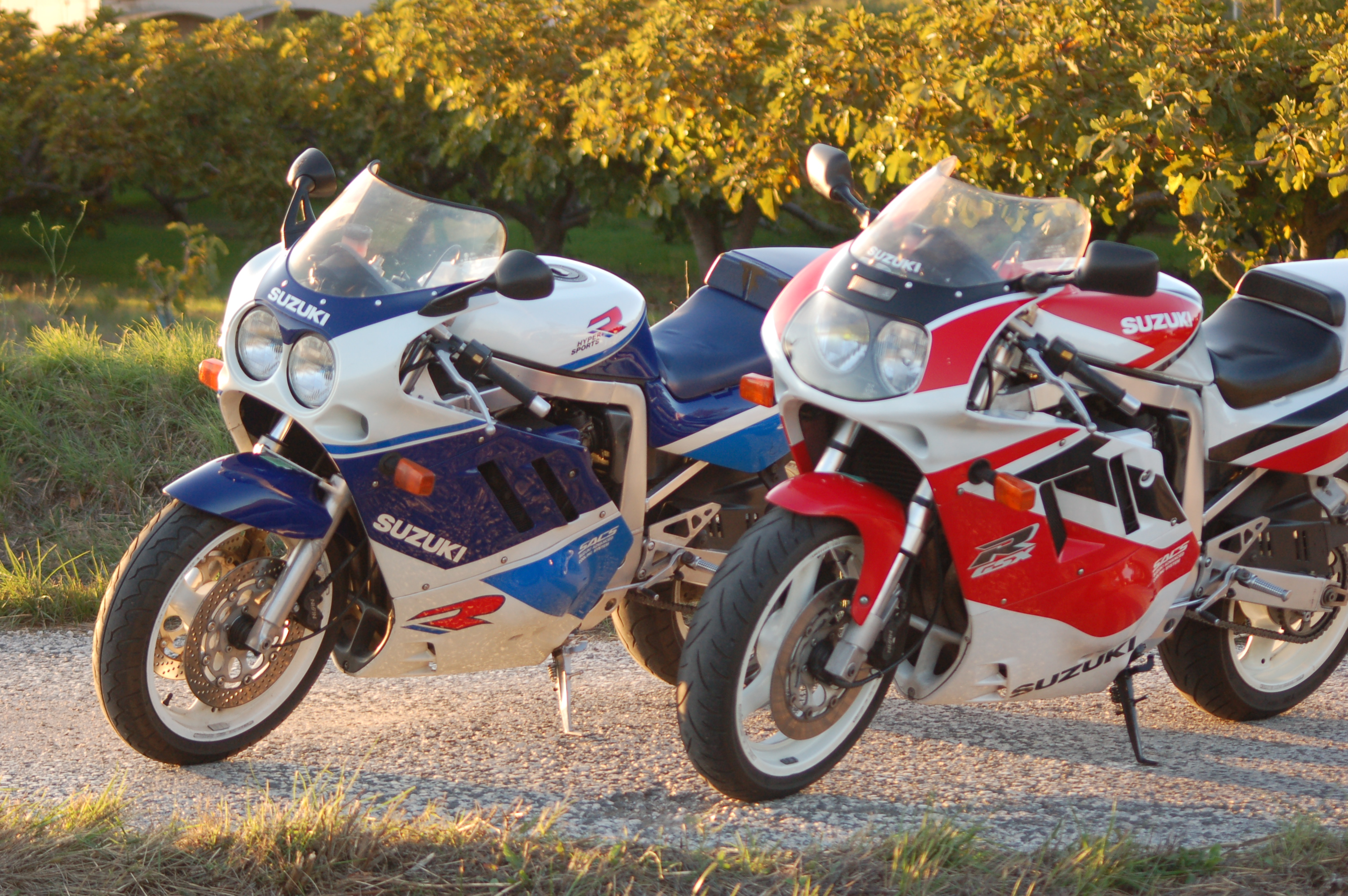
GSX-R 750 del 1989 e del 1991

Nel 1989 arrivò la GSX-R750R, edizione limitata per l'omologazione nelle competizioni. Il motore venne riprogettato e riprendendo la configurazione originale a corsa lunga (70 x 48,7 millimetri). Il basamento, le bielle dell'albero motore e la frizione furono modificate.
Nel 1990 altre modifiche e migliorie interessarono il motore, le sospensioni, la carrozzeria, i freni e il telaio. Questa fu la prima GSX-R ad essere dotata di forcelle a steli rovesciati di serie (i modelli USA mantennero le forcelle convenzionali fino al 1991); inoltre i progettisti ritornarono alla configurazione a corsa lunga con cilindrata di 749 cm³, utilizzando carburatori maggiorati da 38 mm. Anche l'impianto di scarico venne modificato, eliminati i doppi silenziatori che furono sostituiti con unico silenziatore in acciaio inossidabile posto sul lato destro. 

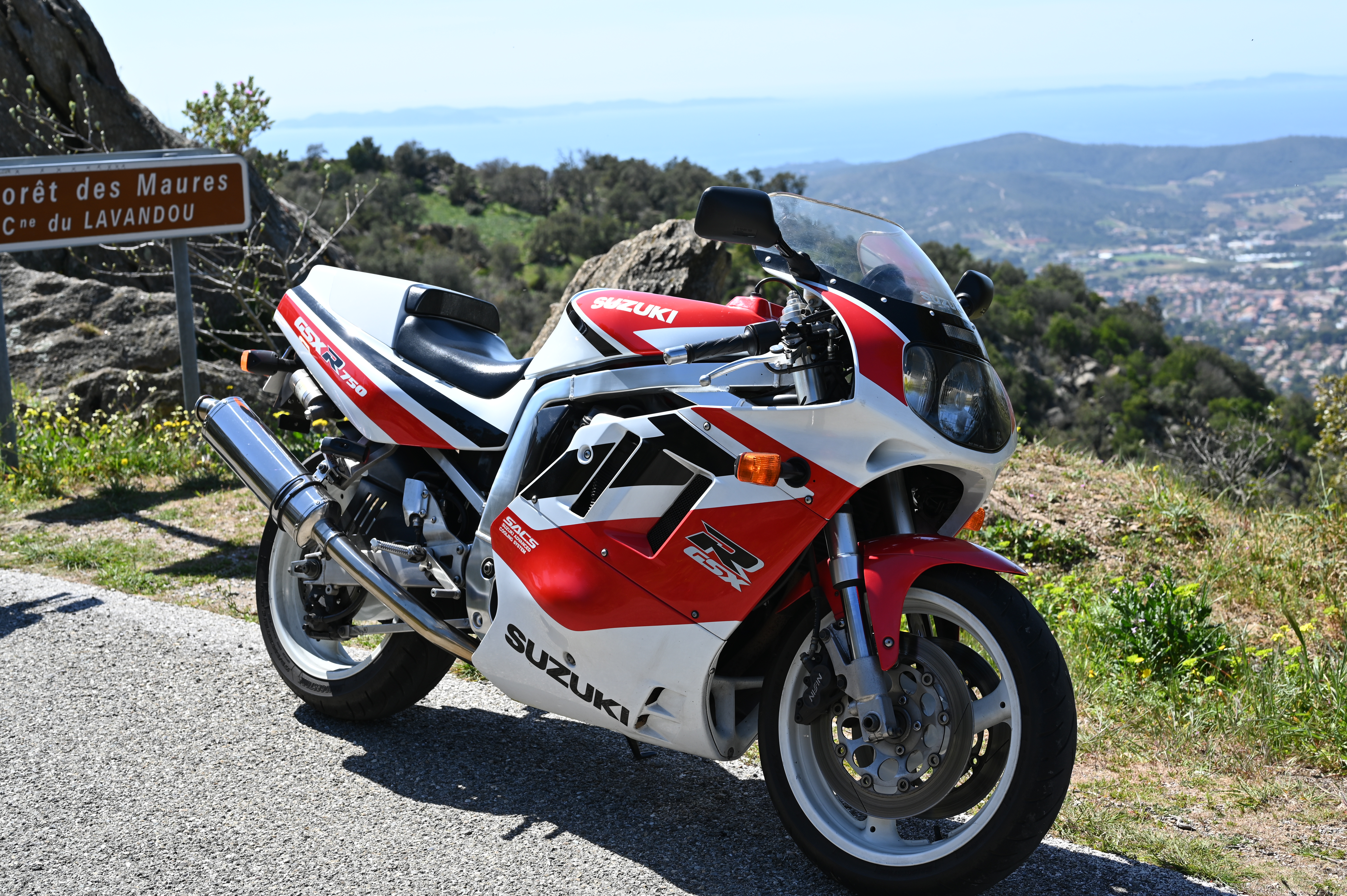
GSX-R750 1991

Nel 1991 esordì la GSX-R750M, che si caratterizzava per i fari carenati e il cupolino inclinato, entrambi progettati per ridurre la resistenza aerodinamica. Questa fu l'ultima GSX-R a utilizzare il motore SACS raffreddato ad olio. Le modifiche al motore includevano nuove valvole e inediti profili degli alberi a camme.

### Le raffreddate a liquido (1992-1996)
Nel 1992 debuttò il nuovo motore raffreddato a liquido insieme con nuovi telaio, carrozzeria e sospensioni. Nel 1993 subì delle modifiche estetiche e un'importante rivisitazione del motore, con bielle-manovelle in acciaio forgiato invece che in ghisa, consentendo un significativo incremento della potenza.
Nel 1994 venne creata la GSX-R750 SPR, versione per l'omologazione nelle competizioni in edizione limitata, che si differenziava rispetto alla standard per i carburatori, cambio a rapporti accorciati, coperchi del motore in magnesio, una pompa dell'acqua in lega leggera, pinze dei freni a sei pistoncini, ruota posteriore maggiorata che ospitava uno pneumatico più largo. La "SPR" inoltre pesava 10 chili in meno.

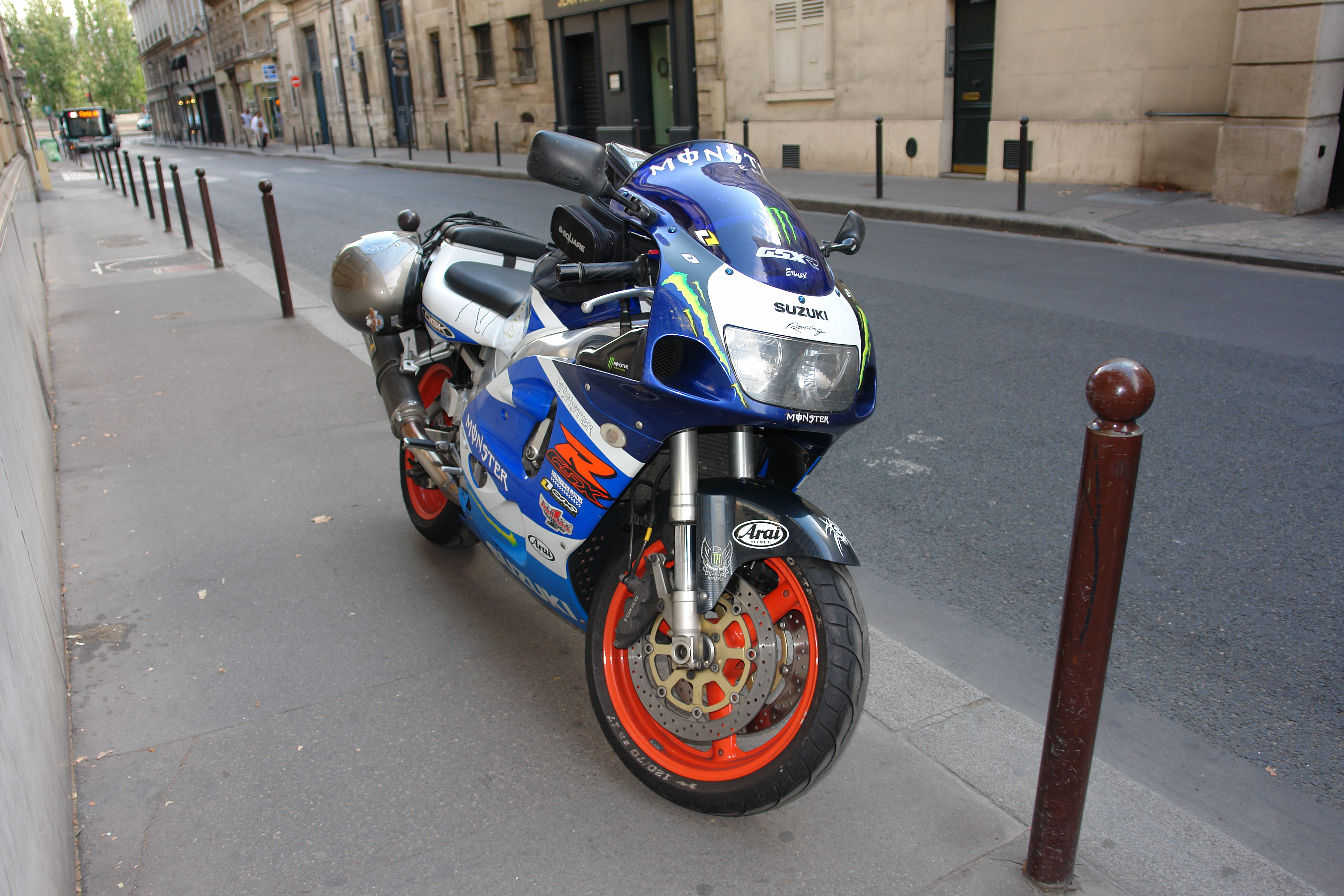
GSX-R750 1999

### SRAD (1996-)
Dal 1996 fu montato il sistema SRAD (Suzuki Ram Air Direct), costituito da prese d'aria poste nella parte anteriore del cupolino, che incrementarono la portata d'aria convogliandola direttamente all'interno dell'airbox. Nello stesso anno fu introdotto un nuovo telaio a doppia trave in alluminio derivato dalla RGV 500 GP, un nuovo motore più compatto e leggero avente svariate parti realizzate in magnesio come il coperchio punterie della testata, motorino di avviamento e della frizione, per ridurre il peso di 20 kg fino a 179 kg, mentre la potenza era aumentata a 128 CV (95 kW). Altri cambiamenti interessarono i carburatori Mikuni da 39 mm, le forcelle rovesciate da 43 mm, i cerchio posteriore da 17 pollici con pneumatici maggiorati da 190/50-17.
Il 1998 vide l'introduzione dell'iniezione elettronica del carburante, che aumentò la potenza a circa 135 CV.
Sul modello 1999 vennero apportate solo piccole modifiche, consistenti in nuove grafiche e una ruota posteriore maggiorata. Nel 2000 l'iniezione del carburante venne migliorata, la testata ridisegnata con condotti d'aspirazione più dritti, scatola dell'aria più grande, scarico 4 in 1 in acciaio inossidabile, componenti del motore più leggeri e resistenti. Esteticamente la carrozzeria divenne più aerodinamica, con la riduzione dell'area frontale e quadro strumenti ridisegnato con display LCD. Inoltre venne installato un telaio a doppia trave riprogettato, forcellone allungato, freni anteriori alleggeriti per ridurre le masse non sospese e ruote in fusione d'alluminio più leggere per ridurre le masse rotanti.
Nel 2001 la trasmissione subì una serie di modifiche a causa di un difetto di progettazione che causava guasti e lo slittamento della seconda marcia. L'albero di ingresso e una serie di altre parti vennero aggiornate.

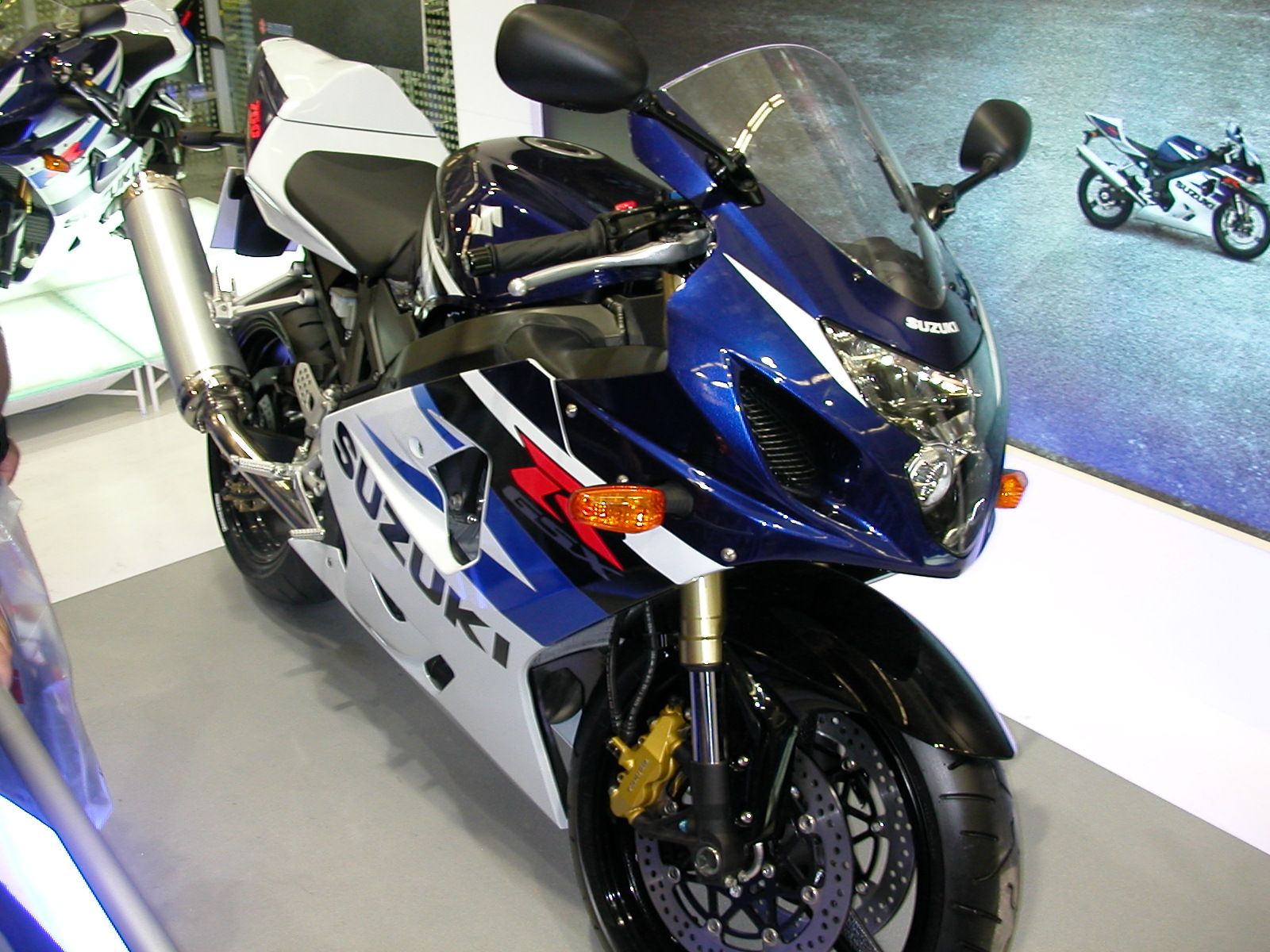
GSX-R750 del 2004

Nel 2002 furono apportate modifiche di dettaglio, consistenti soprattutto in miglioramenti al sistema d'iniezione, un nuovo forcellone regolabile, nuovi specchietti e nuovo scarico.
Nel 2004, come sulla coeva GSX-R600, i tecnici intervennero su svariate parti della moto, tra cui l'elettronica che venne affinata con una ECU a 32 bit rispetto alla precedente da 16 bit, valvole in titanio, nuova carrozzeria, telaio e forcellone verniciati a polvere di colore nero e freni anteriori Tokico montati radialmente con pinza a 4 pistoncini. Il motore erogava 147 CV (110 kW) e sviluppava una coppia di 79 Nm a 10750 giri/min. Il limitare era stato spostato a 14500 giri al minuto. Il peso a secco era di 163 kg.

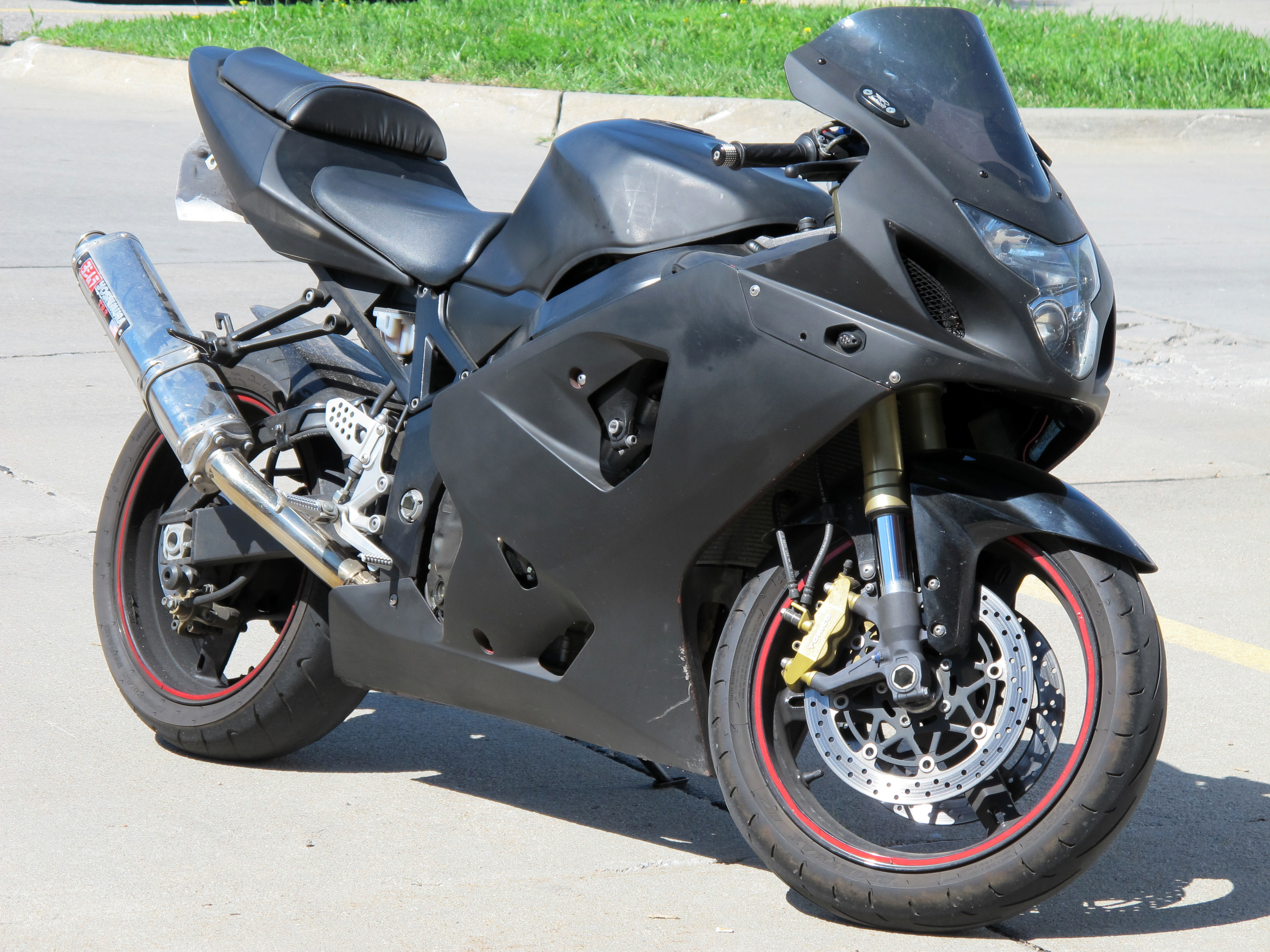
GSX-R750 2004

Nel 2006 venne riprogettato il telaio, il forcellone e il motore (con un aumento della corsa) per ridurre complessivamente il peso, al contempo migliorandone l'efficienza e l'erogazione. La testata venne ridisegnata con angoli delle valvole più stretti per creare una camera di combustione più compatta, rapporto di compressione elevato a 12,5:1, valvole alleggerite in titanio con molle di richiamo in lega di acciaio aventi fermi molla in alluminio e alberi a camme cavi per ridurre il peso e l'inerzia.

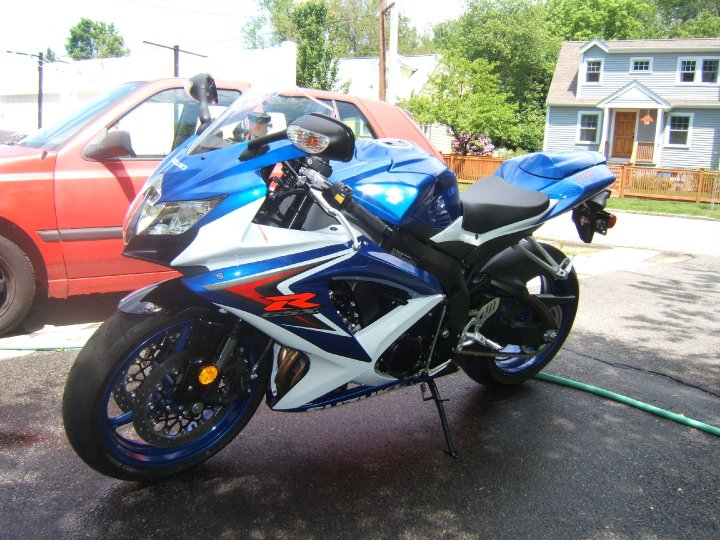
GSX-R750 2008

Nel 2008 i fari vennero ridisegnati e l'elettronica ottimizzata. Nel 2011 fu oggetto di una pesante rivisitazione, con una nuova carrozzeria e fanale anteriore, pinze anteriori Brembo e posteriori Nissin, alleggerimento generale di circa 9 chilogrammi rispetto al modello dell'anno precedente, frizione "back torque limiting" che consentiva di scalare le marce in maniera più fluida, forcella e ammortizzatore posteriore Showa. Inoltre il quadro strumenti venne reso più compatto su ispirazione di quello della GSX-R1000. La potenza era di 150 CV a 13200 giri e la coppia di 75,5 N⋅m a 11100 giri/min.